# 내의원
내의원(內醫院)은 조선 시대에 국왕 이하 왕족과 궁중에서 쓰이는 약을 조제하고, 백성들의 건강을 다스리던 관청으로, 지금의 보건복지부, 식약처에 해당한다. 상약(尙藥)이라고도 한다.
태종 때에 원형이 만들어졌으며, 세종 때인 1443년 정식으로 내의원을 설치하고 관원 16명과 20명 내외의 의녀들을 두었다. 세조 때인 1466년 정(正), 첨정(僉正) 각 1명, 판관(判官), 주부(注簿) 각 2명, 직장(直長) 3명, 봉사(奉事), 부봉사(副奉事), 참봉(參奉) 각 2명씩으로 배치하였다. 경국대전에 입법화되었다. 도제조(都提調), 제조, 부제조를 각1명씩 두되 부제조는 승지가 겸하였다. 오늘날의 보건복지부에 해당한다.
전의감과 마찬가지로 서민에게 혜택을 주는 기관은 아니었다.

## 같이 보기
- 전의감
- 활인서와 혜민서